# Cold Lake, Alberta
Cold Lake är en ort i Kanada.   Den ligger i provinsen Alberta, i den centrala delen av landet, 2 600 km väster om huvudstaden Ottawa. Cold Lake ligger 548 meter över havet och antalet invånare är 11 595.
Terrängen runt Cold Lake är mycket platt. Runt Cold Lake är det ganska tätbefolkat, med 54 invånare per kvadratkilometer.. Det finns inga andra samhällen i närheten. 